# Alphons Pfyffer

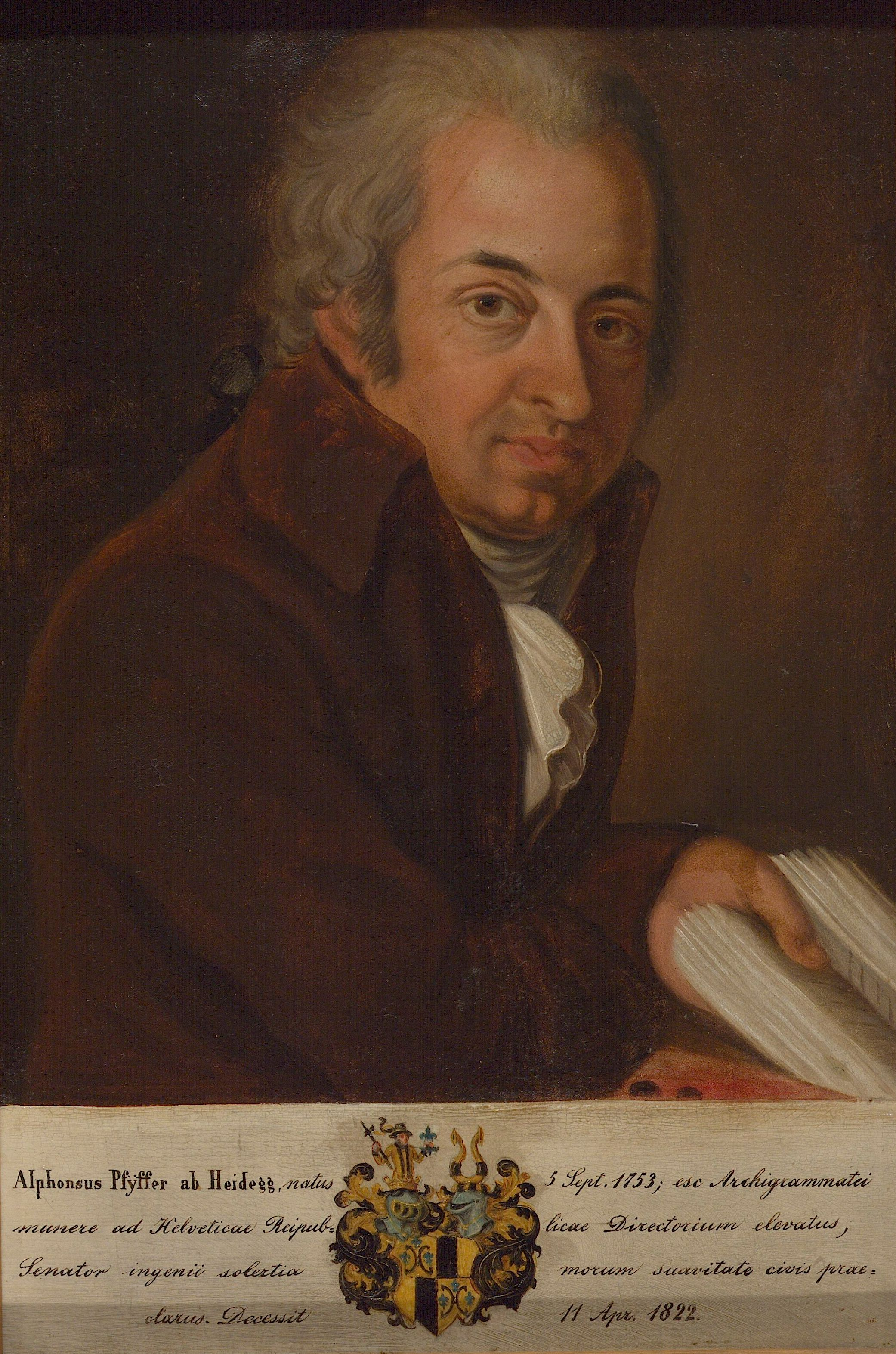
Porträt von Alphons Pfyffer

Alphons Pfyffer von Heidegg (*  5. September 1753; † 11. April 1822) war ein Schweizer Politiker an der Wende vom 18. zum 19. Jahrhundert.

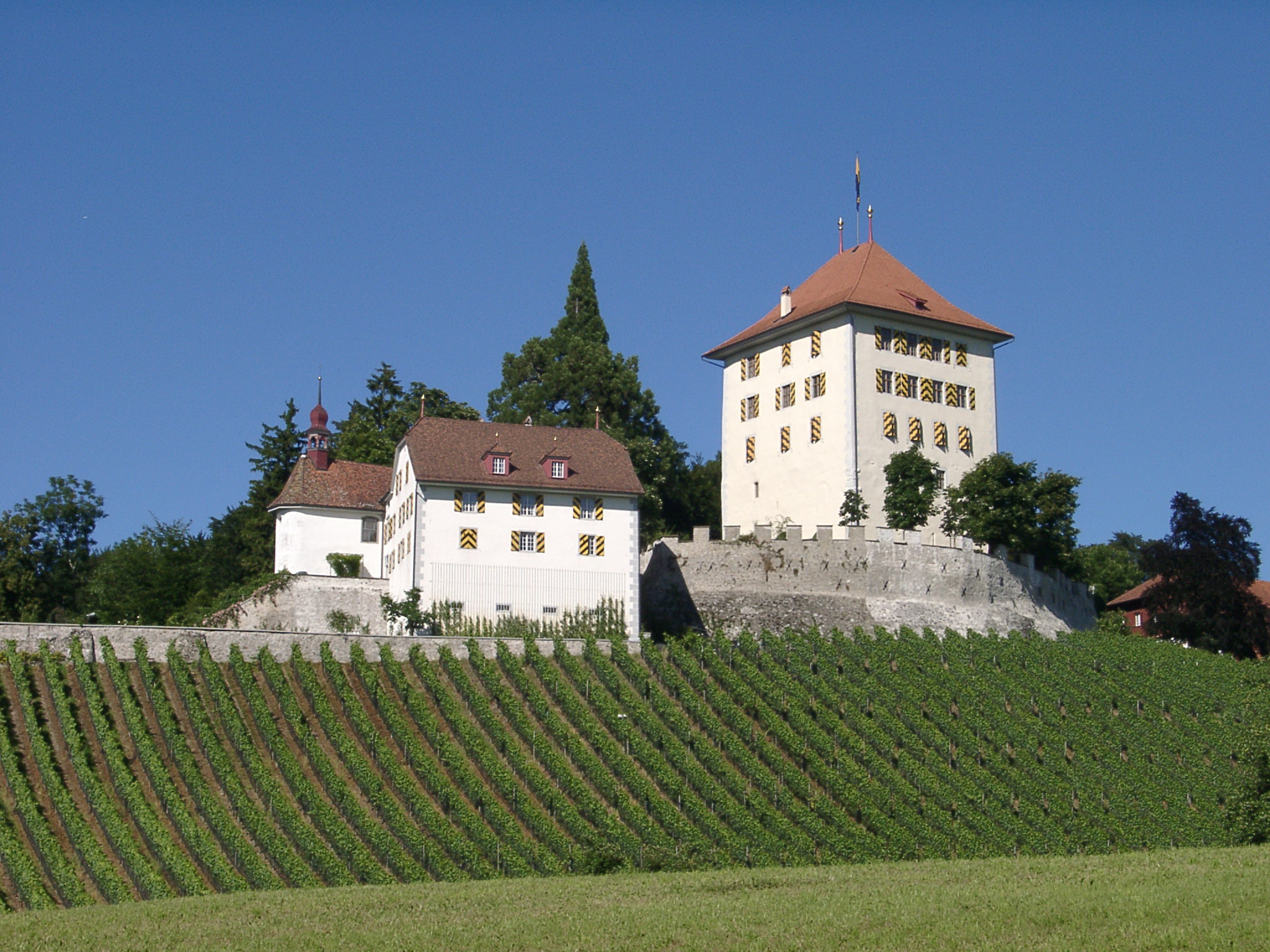
Schloss Heidegg

Pfyffer entstammte dem Leodegar’schen Zweig des Luzerner Patriziergeschlechts Pfyffer, die sich in diesem Zweig Pfyffer von Heidegg nannten. Er schlug zuerst eine militärische Karriere ein und verbrachte einige Zeit in Paris als Leutnant der Schweizergarde. Nach seiner Rückkehr nach Luzern verbreitete er revolutionäre Ideen. Nach der Helvetischen Revolution im Frühjahr 1798 wurde Pfyffer als gemässigter Reformer von den Republikanern am 18. April ins erste Direktorium der Helvetischen Republik gewählt. Auf Druck des französischen Gesandten Jean-Jacques Rapinat musste Pfyffer jedoch bereits am 18. Juni des gleichen Jahres wieder zurücktreten. Er blieb jedoch Mitglied des helvetischen Senats und des Grossen Rats, wo er zu den Unitariern gezählt wurde.